# Rafael Iglesias (Boxer)

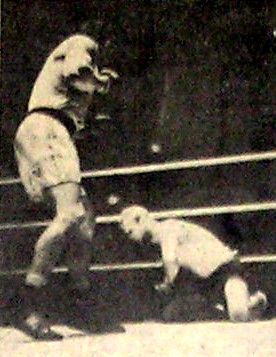
Rafael Iglesias schlägt Gunnar Nilsson
K.-o., olympisches Finale 1948

Rafael Iglesias (* 25. Mai 1924 in Avellaneda; † 1. Januar 1999 in San Juan) war ein argentinischer Boxer.
Iglesias gewann bei den Olympischen Spielen 1948 in London durch einen Finalsieg über den Schweden Gunnar Nilsson die Goldmedaille im Schwergewicht.
Sein Ausflug ins Profigeschäft war sehr kurz. Seinen einzigen Profikampf verlor er am 24. Januar 1952 in San Francisco gegen den US-Amerikaner Bob Dunlap durch K. o. in der dritten Runde.